# Asterix im Morgenland
Asterix im Morgenland (französischer Originaltitel: Astérix chez Rahàzade) ist der 28. Band der Asterix-Reihe und erschien 1987 sowohl auf Deutsch als auch im Original. Es wurde von Albert Uderzo getextet und gezeichnet, von Gudrun Penndorf ins Deutsche übertragen.

## Handlung
Nachdem die Römer das gallische Dorf von Asterix niedergebrannt und auf Befehl des beschämten Caesar wieder aufgebaut hatten, feiern die Bewohner ihren Wiedereinzug. Während des Banketts trifft der Fakir Erindyah aus dem fernen Gangestal auf seinem fliegenden Teppich ein. Er benötigt die Hilfe der Gallier: In seiner Heimat ist der Monsun ausgefallen, und der Regengott Indra fordere durch den Guru Daisayah Orandschade, die Tochter des Radschas Nihamavasah, zum Opfer. Der Ruf des Barden Troubadix, der mit seinem Gesang Unwetter aller Art heraufbeschwört, hätte sich bis nach Indien durchgesprochen. So tritt Troubadix, in Begleitung von Asterix und Obelix, mit Erindyah die Reise zum Tal des Ganges an, um den Monsun auszulösen und das Menschenopfer zu verhindern.
Die Reise, welche über Gallien, Rom und Athen führt, wird von zahlreichen Zwischenfällen begleitet. Zunächst zwingt Obelix’ ständiger Hunger die Reisenden zu häufigen gastronomischen Zwischenlandungen. Der Barde hingegen fühlt sich vernachlässigt, da ihm die anderen während des Fluges das Singen verbieten; als seine Geduld schließlich zu Neige geht und er doch singt, führt dies zu einem Absturz im Mittelmeer.
Nach einer weiteren, wetterbedingten Bruchlandung in Persien (diesmal trägt Troubadix keine Schuld), werden Asterix, Obelix und Erindyah unverhofft zu Helden eines Dorfes, indem sie einen Einfall der skythischen Räuber abwehren. Aus Dank wird ihnen ein Festmahl spendiert, außerdem erhalten sie einen neuen Teppich, da der bisherige Reiseteppich beim Absturz Schaden erlitten hat.
Unterdessen offenbart Daisayah seinem treuen Diener Schandadh, und somit dem Leser, seinen wahren Plan. Nach dem Opfer der Prinzessin soll der Radscha selbst geopfert werden. Daisayah hätte schließlich alle Macht im Reiche inne.
Als es noch 30½ Stunden bis zur Hinrichtung sind, kommen die Gallier im Tal des Ganges an, und landen im Gemach des Nihamavasah. Nun versucht Troubadix vor dem versammelten Volk zu singen – doch dieser bringt nur ein Würgen hervor: Er hatte sich auf der Reise eine Erkältung zugezogen. Wütend wirft die Menschenmenge nach ihm, während sich Daisayah und Schandadh über das Missgeschick freuen.
Eine schnellstmöglich organisierte Kur des Barden schlägt fehl, da dieser während eines Bades in Elefantenkuhmilch von Schergen des Daisayah entführt wird. Asterix und Obelix finden ihn schließlich im Elefantenfriedhof.
Die Stunde der Hinrichtung ist gekommen, und die Gallier können in allerletzter Sekunde die Prinzessin retten. Während einer darauffolgenden Keilerei auf dem Schafott entdeckt Troubadix seine Stimme wieder – Miraculix’ Zaubertrank hat ihn geheilt – und löst das Regenwunder aus.
Die Geschichte schließt mit zwei Banketten. Im Palast des Nihamavasah erfreut sich Obelix, dass das Wildschwein im Gangestal kein heiliges Tier ist; zeitgleich feiert das gallische Dorf den Erfolg seiner Helden in weiter Ferne.

## Anspielungen und Anmerkungen

### Air India
Der Name Erindyah, der sich mit dem fliegenden Teppich fortbewegt, auf denen auch Asterix, Obelix und Troubadix reisen, ist eine Anspielung auf den Namen der Fluggesellschaft Air India.

### Blaubart
Im französischen Original trägt die Figur Vluglodsah in Anspielung auf die Figur Soeur Anne in dem Märchen Blaubart den Namen Seurhâne. Auch der Dialog zwischen der Prinzessin und Vluglodsah spielt auf dieses Märchen an. In dem Märchen bittet die jüngere Schwester ihre ältere Schwester, nach ihren Brüdern Ausschau zu halten, von denen sie sich ihre Rettung erhofft: „Anna, liebe Schwester Anna, siehst Du nichts kommen? – Ich seh nur die Sonne im Staube der Straß' und auf den Wiesen das grünende Gras“.

### Daisayah
Der Name Daisayah (frz. Kiçah, Qui est-ce? – ‚wer ist da?‘) soll in der deutschen Übersetzung ein Wortspiel auf „Da ist er ja“ sein.

### Elefantenfriedhof
Der Band spielt auf den Mythos des Elefantenfriedhofes an: Washupdah erklärt hierzu gegenüber Asterix und Obelix, die alten Elefanten zögen sich zum Sterben an einen heiligen Ort zurück. Wer diesen „unbefugt“ betrete, den trampelten die Elefanten ohne Rücksicht nieder. Der Mythos des Elefantenfriedhofes ist wissenschaftlich widerlegt.

### Erlkönig
Der Dialog zwischen der Prinzessin und Vluglodsah ist nicht nur eine Anspielung auf das Märchen Blaubart, sondern auch eine Anspielung auf den Dialog zwischen Vater und Sohn in der Ballade Erlkönig. In der Ballade lautet dieser Dialog: „Mein Vater, mein Vater, und siehst du nicht dort… Erlkönigs Töchter am düsteren Ort! - Mein Sohn, mein Sohn, ich seh es genau: Es scheinen die alten Weiden so grau!“ In dem Band fragt die Prinzessin Vluglodsah: „Vluglodsah, Vluglodsah und siehst du nichts dort?“, worauf Vluglodsah antwortet: „Prinzeß, Prinzeß, ich seh´ es genau! Die Sonne ist rot und der Himmel ist blau!“

### Fluglotse
Der Name Vluglodsah in der deutschen Übersetzung ist eine Anspielung auf den Beruf Fluglotse.

### Isnogud
Daisayahs Aussage, er mache es wie sein Vetter Isnogud und werde Radscha an der Stelle des Radschas, spielt auf die von René Goscinny geschaffene Figur und die gleichnamige Comicserie Isnogud an. Der Großwesir Isnogud möchte „Kalif an Stelle des Kalifen“ werden und verübt regelmäßige Attentate auf den Kalifen, um ihn zu beseitigen.

### Meteosat und das Orakel von Delphi
Als der griechische Händler Herzas auf die Frage Asterix’, ob er einen Fakir niedergehen gesehen habe antwortet, er habe statt eines Fakirs einen sintflutartigen Regen niedergehen sehen, den „das Orakel von Meteosat“ wie immer nicht vorhergesagt habe, spielt er auf das europäische Wettersatellitensystem Meteosat und das Orakel von Delphi an.

### Nihamavasah
Der Name des Maharadschas Nihamavasah bezieht sich auf das trockene Klima in dessen Herrschaftsgebiet („Nie haben wir Wasser“).

### Orangeade
Die deutsche Übersetzung des Namens der Prinzessin bezieht sich auf das beliebte Limonadengetränk Orangeade.

### Schandadh
Schandadh Name soll dessen Bereitschaft für Schandtaten offenbaren.

### TausendundeineNacht
Der Band nimmt auf die Geschichtssammlung Tausendundeine Nacht Bezug. Dieser lässt sich insbesondere dem französische Originalband entnehmen, dessen Titel Astérix chez Rahàzade ist und in dem die Prinzessin als ‚Rahàzade‘ bezeichnet wird. Hiermit wird auf Scheherazade, eine der Hauptfiguren in TausendundeineNacht Bezug genommen. Auch die von Daisayah behaupteten Frist von 1001 Stunden, binnen der es regnen soll und nach deren fruchtlosem Ablauf die Prinzessin geopfert werden soll, ist eine Anspielung hierauf.

### Troubadix
Beschränkte sich der Gesang von Troubadix bislang darauf, alle Zuhörer in den Wahnsinn zu treiben (bis auf wenige Ausnahmen, wie beispielsweise Grautvornix in Band 9 oder Pepe in Band 14), lässt er es hier zusätzlich regnen. Diese besondere Gabe findet sich auch in den Folgebänden.

### Washupdah
Der Name Washupdah soll sich von dessen Elefanten ableiten („Was hupt da?“).

## Sonstiges
Ein Jahr nach der Veröffentlichung des Albums erschien zu diesem Comic ein Skizzenbuch.

## Veröffentlichung
Die Erstauflage des Albums war 1987 im Verlag Albert René als Band 28 der Asterix-Reihe. Die deutsche Erstauflage des Buches erschien laut Editorial der Werkausgabe am 21. Oktober 1987 im Egmont Ehapa Verlag. Mit der Neuauflage 2002 hat dieser Band ein neues Titelbild erhalten.
Es gibt Mundart-Ausgaben in Bairisch, Schwäbisch und Luxemburgisch.